# Tiền tố SI
Trong hệ đo lường quốc tế, khi muốn viết một đơn vị đo lớn gấp 10x (với x nằm trong khoảng từ -33 đến 183) lần một đơn vị đo nào đó, có thể viết liền trước một trong các chữ trong danh sách dưới đây.
Ví dụ, nếu muốn viết đơn vị bằng 1000 mét, sử dụng chữ kilô để viết kilômét, hoặc dùng chữ viết tắt k để viết km.

## Danh sách
| Tiền tố SI \| 1000n \| 10n \| Tiền tố \| Ký hiệu \| Quy mô ngắn \| Quy mô dài \| Tương đương Thập phân ở SI viết kiểu \| \| -------- \| ----- \| ------------ \| ------- \| ----------------------- \| -------------- \| ----------------------------------------- \| \| 100010 \| 1030 \| quetta- \| Q \| Nghìn tỷ tỷ tỷ \| --- \| 1 000 000 000 000 000 000 000 000 000 000 \| \| 10009 \| 1027 \| ronna- \| R \| Tỷ tỷ tỷ \| --- \| 1 000 000 000 000 000 000 000 000 000 \| \| 10008 \| 1024 \| yotta- \| Y \| Triệu tỷ tỷ \| Tỷ tỷ \| 1 000 000 000 000 000 000 000 000 \| \| 10007 \| 1021 \| zetta- \| Z \| Nghìn tỷ tỷ \| nghìn ngàn tỉ \| 1 000 000 000 000 000 000 000 \| \| 10006 \| 1018 \| exa- \| E \| Tỷ tỷ \| Ngàn tỉ \| 1 000 000 000 000 000 000 \| \| 10005 \| 1015 \| peta- \| P \| Triệu tỷ \| Ngàn tỷ \| 1 000 000 000 000 000 \| \| 10004 \| 1012 \| tera- \| T \| Ngàn tỉ \| Tỷ \| 1 000 000 000 000 \| \| 10003 \| 109 \| giga- \| G \| Tỷ \| Nghìn triệu \| 1 000 000 000 \| \| 10002 \| 106 \| mega- \| M \| Triệu \| Triệu \| 1 000 000 \| \| 10001 \| 103 \| kilo- \| k \| Một ngàn \| Một ngàn \| 1 000 \| \| 10002/3 \| 102 \| hecto- \| h \| Một trăm \| Một trăm \| 100 \| \| 10001/3 \| 101 \| deca-, deka- \| da \| Mười \| Mười \| 10 \| \| 10000 \| 100 \| (none) \| (none) \| Một \| Một \| 1 \| \| 1000−1/3 \| 10−1 \| deci- \| d \| Một phần mười \| Một phần mười \| 0.1 \| \| 1000−2/3 \| 10−2 \| centi- \| c \| Một phần trăm \| Một phần trăm \| 0.01 \| \| 1000−1 \| 10−3 \| milli- \| m \| Một phần ngàn \| Một phần ngàn \| 0.001 \| \| 1000−2 \| 10−6 \| micro- \| µ (u) \| Một phần triệu \| Một phần triệu \| 0.000 001 \| \| 1000−3 \| 10−9 \| nano- \| n \| Một phần tỷ \| Milliardth \| 0.000 000 001 \| \| 1000−4 \| 10−12 \| pico- \| p \| Một phần ngàn tỷ \| Tỷ \| 0.000 000 000 001 \| \| 1000−5 \| 10−15 \| femto- \| f \| Một phần triệu tỷ \| Tỷ \| 0.000 000 000 000 001 \| \| 1000−6 \| 10−18 \| atto- \| a \| Một phần tỷ tỷ \| Trillionth \| 0.000 000 000 000 000 001 \| \| 1000−7 \| 10−21 \| zepto- \| z \| Một phần nghìn tỷ tỷ \| Triệu tỷ \| 0.000 000 000 000 000 000 001 \| \| 1000−8 \| 10−24 \| yocto- \| y \| Một phần triệu tỷ tỷ \| Quadrillionth \| 0.000 000 000 000 000 000 000 001 \| \| 1000−9 \| 10−27 \| ronto- \| r \| Một phần tỷ tỷ tỷ \| --- \| 0.000 000 000 000 000 000 000 000 001 \| \| 1000−10 \| 10−30 \| quecto- \| q \| Một phần nghìn tỷ tỷ tỷ \| --- \| 0.000 000 000 000 000 000 000 000 000 001 \| | Tiền tố SI \| 1000n \| 10n \| Tiền tố \| Ký hiệu \| Quy mô ngắn \| Quy mô dài \| Tương đương Thập phân ở SI viết kiểu \| \| -------- \| ----- \| ------------ \| ------- \| ----------------------- \| -------------- \| ----------------------------------------- \| \| 100010 \| 1030 \| quetta- \| Q \| Nghìn tỷ tỷ tỷ \| --- \| 1 000 000 000 000 000 000 000 000 000 000 \| \| 10009 \| 1027 \| ronna- \| R \| Tỷ tỷ tỷ \| --- \| 1 000 000 000 000 000 000 000 000 000 \| \| 10008 \| 1024 \| yotta- \| Y \| Triệu tỷ tỷ \| Tỷ tỷ \| 1 000 000 000 000 000 000 000 000 \| \| 10007 \| 1021 \| zetta- \| Z \| Nghìn tỷ tỷ \| nghìn ngàn tỉ \| 1 000 000 000 000 000 000 000 \| \| 10006 \| 1018 \| exa- \| E \| Tỷ tỷ \| Ngàn tỉ \| 1 000 000 000 000 000 000 \| \| 10005 \| 1015 \| peta- \| P \| Triệu tỷ \| Ngàn tỷ \| 1 000 000 000 000 000 \| \| 10004 \| 1012 \| tera- \| T \| Ngàn tỉ \| Tỷ \| 1 000 000 000 000 \| \| 10003 \| 109 \| giga- \| G \| Tỷ \| Nghìn triệu \| 1 000 000 000 \| \| 10002 \| 106 \| mega- \| M \| Triệu \| Triệu \| 1 000 000 \| \| 10001 \| 103 \| kilo- \| k \| Một ngàn \| Một ngàn \| 1 000 \| \| 10002/3 \| 102 \| hecto- \| h \| Một trăm \| Một trăm \| 100 \| \| 10001/3 \| 101 \| deca-, deka- \| da \| Mười \| Mười \| 10 \| \| 10000 \| 100 \| (none) \| (none) \| Một \| Một \| 1 \| \| 1000−1/3 \| 10−1 \| deci- \| d \| Một phần mười \| Một phần mười \| 0.1 \| \| 1000−2/3 \| 10−2 \| centi- \| c \| Một phần trăm \| Một phần trăm \| 0.01 \| \| 1000−1 \| 10−3 \| milli- \| m \| Một phần ngàn \| Một phần ngàn \| 0.001 \| \| 1000−2 \| 10−6 \| micro- \| µ (u) \| Một phần triệu \| Một phần triệu \| 0.000 001 \| \| 1000−3 \| 10−9 \| nano- \| n \| Một phần tỷ \| Milliardth \| 0.000 000 001 \| \| 1000−4 \| 10−12 \| pico- \| p \| Một phần ngàn tỷ \| Tỷ \| 0.000 000 000 001 \| \| 1000−5 \| 10−15 \| femto- \| f \| Một phần triệu tỷ \| Tỷ \| 0.000 000 000 000 001 \| \| 1000−6 \| 10−18 \| atto- \| a \| Một phần tỷ tỷ \| Trillionth \| 0.000 000 000 000 000 001 \| \| 1000−7 \| 10−21 \| zepto- \| z \| Một phần nghìn tỷ tỷ \| Triệu tỷ \| 0.000 000 000 000 000 000 001 \| \| 1000−8 \| 10−24 \| yocto- \| y \| Một phần triệu tỷ tỷ \| Quadrillionth \| 0.000 000 000 000 000 000 000 001 \| \| 1000−9 \| 10−27 \| ronto- \| r \| Một phần tỷ tỷ tỷ \| --- \| 0.000 000 000 000 000 000 000 000 001 \| \| 1000−10 \| 10−30 \| quecto- \| q \| Một phần nghìn tỷ tỷ tỷ \| --- \| 0.000 000 000 000 000 000 000 000 000 001 \| |              |         |                         |                |                                           |
| 1000n | 10n | Tiền tố      | Ký hiệu | Quy mô ngắn             | Quy mô dài     | Tương đương Thập phân ở SI viết kiểu      |
| --- | --- | ------------ | ------- | ----------------------- | -------------- | ----------------------------------------- |
| 100010 | 1030 | quetta-      | Q       | Nghìn tỷ tỷ tỷ          | ---            | 1 000 000 000 000 000 000 000 000 000 000 |
| 10009 | 1027 | ronna-       | R       | Tỷ tỷ tỷ                | ---            | 1 000 000 000 000 000 000 000 000 000     |
| 10008 | 1024 | yotta-       | Y       | Triệu tỷ tỷ             | Tỷ tỷ          | 1 000 000 000 000 000 000 000 000         |
| 10007 | 1021 | zetta-       | Z       | Nghìn tỷ tỷ             | nghìn ngàn tỉ  | 1 000 000 000 000 000 000 000             |
| 10006 | 1018 | exa-         | E       | Tỷ tỷ                   | Ngàn tỉ        | 1 000 000 000 000 000 000                 |
| 10005 | 1015 | peta-        | P       | Triệu tỷ                | Ngàn tỷ        | 1 000 000 000 000 000                     |
| 10004 | 1012 | tera-        | T       | Ngàn tỉ                 | Tỷ             | 1 000 000 000 000                         |
| 10003 | 109 | giga-        | G       | Tỷ                      | Nghìn triệu    | 1 000 000 000                             |
| 10002 | 106 | mega-        | M       | Triệu                   | Triệu          | 1 000 000                                 |
| 10001 | 103 | kilo-        | k       | Một ngàn                | Một ngàn       | 1 000                                     |
| 10002/3 | 102 | hecto-       | h       | Một trăm                | Một trăm       | 100                                       |
| 10001/3 | 101 | deca-, deka- | da      | Mười                    | Mười           | 10                                        |
| 10000 | 100 | (none)       | (none)  | Một                     | Một            | 1                                         |
| 1000−1/3 | 10−1 | deci-        | d       | Một phần mười           | Một phần mười  | 0.1                                       |
| 1000−2/3 | 10−2 | centi-       | c       | Một phần trăm           | Một phần trăm  | 0.01                                      |
| 1000−1 | 10−3 | milli-       | m       | Một phần ngàn           | Một phần ngàn  | 0.001                                     |
| 1000−2 | 10−6 | micro-       | µ (u)   | Một phần triệu          | Một phần triệu | 0.000 001                                 |
| 1000−3 | 10−9 | nano-        | n       | Một phần tỷ             | Milliardth     | 0.000 000 001                             |
| 1000−4 | 10−12 | pico-        | p       | Một phần ngàn tỷ        | Tỷ             | 0.000 000 000 001                         |
| 1000−5 | 10−15 | femto-       | f       | Một phần triệu tỷ       | Tỷ             | 0.000 000 000 000 001                     |
| 1000−6 | 10−18 | atto-        | a       | Một phần tỷ tỷ          | Trillionth     | 0.000 000 000 000 000 001                 |
| 1000−7 | 10−21 | zepto-       | z       | Một phần nghìn tỷ tỷ    | Triệu tỷ       | 0.000 000 000 000 000 000 001             |
| 1000−8 | 10−24 | yocto-       | y       | Một phần triệu tỷ tỷ    | Quadrillionth  | 0.000 000 000 000 000 000 000 001         |
| 1000−9 | 10−27 | ronto-       | r       | Một phần tỷ tỷ tỷ       | ---            | 0.000 000 000 000 000 000 000 000 001     |
| 1000−10 | 10−30 | quecto-      | q       | Một phần nghìn tỷ tỷ tỷ | ---            | 0.000 000 000 000 000 000 000 000 000 001 |

## Trong tin học
Một số chữ viết liền trước được sử dụng theo nghĩa hơi khác với các đơn vị đo lượng thông tin ví dụ như byte hoặc bit trong tin học. Vì này, Ủy ban Điện Quốc tế (IEC) làm một bộ tiền tố nhị phân mới vào năm 1998, có tên theo âm tiết đầu tiên của tiền tố thập phân và "bi". Ký hiệu là ký hiệu thường cộng với chữ "i".
| 2x                                      | Chữ viết liền thêm trước | Viết tắt | Tiền tố nhị phân | Viết tắt |
| --------------------------------------- | ------------------------ | -------- | ---------------- | -------- |
| 210 = 1 024                             | Kilo                     | k        | Kilobi           | Ki       |
| 220 = 1 048 576                         | Mega                     | M        | Megabi           | Mi       |
| 230 = 1 073 741 824                     | Giga                     | G        | Gigabi           | Gi       |
| 240 = 1 099 511 627 776                 | Tera                     | T        | Terabi           | Ti       |
| 250 = 1 125 899 906 842 624             | Peta                     | P        | Petabi           | Pi       |
| 260 = 1 152 921 504 606 846 976         | Exa                      | E        | Exabi            | Ei       |
| 270 = 1 180 591 620 717 411 303 424     | Zetta                    | Z        | Zettabi          | Zi       |
| 280 = 1 208 925 819 614 629 174 706 176 | Yotta                    | Y        | Yottabi          | Yi       |